# Sandouville
Sandouville är en kommun i departementet Seine-Maritime i regionen Normandie i norra Frankrike. Kommunen ligger i kantonen Saint-Romain-de-Colbosc som tillhör arrondissementet Le Havre. År 2022 hade Sandouville 801 invånare.

## Befolkningsutveckling
Antalet invånare i kommunen Sandouville
| Referens: INSEE |